# Claveria (Misamis Oriental)
Claveria is een gemeente in de Filipijnse provincie Misamis Oriental op het eiland Mindanao. Bij de laatste census in 2007 had de gemeente bijna 44 duizend inwoners.

## Geografie

### Bestuurlijke indeling
Claveria is onderverdeeld in de volgende 24 barangays:
| - Ani-e - Aposkahoy - Bulahan - Cabacungan - Gumaod - Hinaplanan - Kalawitan - Lanise - Luna - Madaguing - Malagana - Mat-I | - Minalwang - Pambugas - Panampawan - Patrocenio - Pelaez - Plaridel - Poblacion - Punong - Rizal - Santa Cruz - Tamboboan - Tipolohon |

## Demografie
Claveria had bij de census van 2007 een inwoneraantal van 43.514 mensen. Dit zijn 2.405 mensen (5,9%) meer dan bij de vorige census van 2000. De gemiddelde jaarlijkse groei komt daarmee uit op 0,79%, hetgeen lager is dan het landelijk jaarlijks gemiddelde over deze periode (2,04%). Vergeleken met de census van 1995 is het aantal mensen met 4.494 (11,5%) toegenomen.

De bevolkingsdichtheid van Claveria was ten tijde van de laatste census, met 43.514 inwoners op 579,63 km², 75,1 mensen per km².